# Preis der Stadt Wien für Medizinische Wissenschaften
Der Preis der Stadt Wien für Medizinische Wissenschaften ist der seit 1982 jährlich verliehene Preis für Medizinische Wissenschaft der Stadt Wien. Der Preis ist mit 8.000 Euro dotiert.

## Preisträger
- 1982: Hans Strotzka
- 1983: Hellmuth Petsche
- 1984: Ludwig Popper
- 1985: Georg Salzer
- 1986: Kurt Burian
- 1987: Walter Swoboda
- 1988: Andreas Rett
- 1989: Helmut Denk
- 1990: Oleh Hornykiewicz
- 1991: Kurt Jellinger
- 1992: Alfred Gisel
- 1993: Otto Kraupp
- 1994: Erwin Ringel
- 1995: Herbert Pokieser
- 1996: Wilhelm Holczabek
- 1997: Klaus Wolff
- 1998: Michael Marberger
- 1999: Ernst Wolner
- 2000: Rainer Kotz
- 2001: Mechthilde Salzer-Kuntschik
- 2002: Martha Eibl
- 2003: Christoph Zielinski
- 2004: Helmut Gadner
- 2005: Hildegunde Piza
- 2006: Georg Stingl
- 2007: Marianne Springer-Kremser
- 2008: Paul Alexander Kyrle
- 2009: Astrid Kafka
- 2010: Herbert Budka
- 2011: Dontscho Kerjaschki
- 2012: Maria Sibilia
- 2013: Oswald Wagner
- 2014: Josef Penninger
- 2015: Walter Klepetko
- 2016: Christine Mannhalter
- 2017: Veronika Sexl
- 2018: Alexandra Kautzky-Willer
- 2019: Siegfried Kasper
- 2020: Josef Smolen
- 2021: Christiane Druml
- 2022: Sylvia Knapp
- 2023: Ursula Schmidt-Erfurth
- 2024: Michael Trauner
- 2025: Hans Lassmann, Förderungspreis: Katharina Dörr[2]